# Withius faunus
Withius faunus är en spindeldjursart som först beskrevs av Simon 1879.  Withius faunus ingår i släktet Withius och familjen Withiidae. Inga underarter finns listade i Catalogue of Life.